# Reyrieux
Reyrieux es una comuna francesa del departamento de Ain, en la región de Auvernia-Ródano-Alpes.

## Demografía
| 664 | 1 103 | 1 099 | 1 162 | 1 262 | 1 536 | 2 380 | 3 057 | 3 683 | 3 955 | 4 420 |
| Para los censos de 1962 a 1999 la población legal corresponde a la población sin duplicidades (Fuente: INSEE [Consultar]) |       |       |       |       |       |       |       |       |       |       |

Pertenece a la aglomeración urbana de Lyon.